# Ginoria montana
Ginoria montana är en fackelblomsväxtart som beskrevs av Nathaniel Lord Britton och Wilson. Ginoria montana ingår i släktet Ginoria och familjen fackelblomsväxter. Inga underarter finns listade i Catalogue of Life.